# Budiman Yunus
Budiman Yunus (5 agosto 1972) è un ex calciatore indonesiano, di ruolo difensore.

## Carriera

### Club
Ha giocato nella prima divisione indonesiana.

### Nazionale
Con la nazionale indonesiana ha partecipato ai Coppa d'Asia 1996.

## Palmarès

### Club

#### Competizioni nazionali
- Campionato indonesiano: 1

Persija: 2000-2001